# Томрис Инџер
Томрис Инџер (тур. Tomris İncer; Софија, 16. март 1948 — Измир, 5. октобар 2015) била је турска глумица. Јавности је најпознатија као Надида Евлијаоглу у популарној ТВ серији Хиљаду и јадна ноћ и Шахнур Балдар у Љубави и казни.
Добитница је престижних награда на међународним филмским фестивалима у Анкари и Адани, као и двоструке награде „Садри Алишик” за најбољу глумицу у театру.

## Биографија
Рођена је у Бугарској 1948. године. Каријеру је започела 1973. године улогом у филму Патња. Наредне године придружила се Истанбулском позоришту и упоредно наставила да се појављује у филмској и телевизијској продукцији. Највећу славу стекла је у периоду 2000-их, улогама у популарним телевизијским серијама као што су: Једна истанбулска бајка (2003—2005), Хиљаду и једна ноћ (2006—2009) и Љубав и казна (2010—2011).
Инџер је преминула 5. октобра 2015. године, у болници у Истанбулу, недуго након што јој је дијагностикован рак плућа и тумор на мозгу. Сахрањена је у Измиру.

## Филмографија
| Улоге Томрис Инџер |                         |               |                   |                |
| Година             | Српски назив            | Изворни назив | Улога             | Напомена       |
| 1973.              | Патња                   |               |                   |                |
| 1978.              | Очи коња                |               |                   | ТВ серија      |
| 1990.              | Скривено лице           |               |                   |                |
| 1993.              | Наопаки свет            |               | Хајрије           |                |
| 1997.              | Љубав под опсадом       |               |                   |                |
| 2001.              | И он мене воли          |               | Арпин             |                |
| 2002.              | Сусрет                  |               | болесна жена      |                |
| 2003—2005.         | Једна истанбулска бајка |               | Небиле Архан      | ТВ серија      |
| 2006—2009.         | Хиљаду и једна ноћ      |               | Надида Евлијаоглу | ТВ серија      |
| 2006.              | Трамвај                 |               | „Мадам”           |                |
| 2010—2011.         | Љубав и казна           |               | Шахнур Балдар     | ТВ серија      |
| 2012—2014.         | Да се не заврши овако   |               | Хумејра Акале     | ТВ серија      |
| 2015.              | Путања                  |               | Ниса Корхан       | ТВ серија      |
| 2017.              | Злато                   |               |                   | последња улога |